# マンジョウ・ケイタ
マンジョウ・ケイタ（Mandjou Keita、1979年11月28日 - ）は、ギニアとリベリアのサッカー選手。元ギニア代表。ポジションはAMFまたはFW。

## クラブ歴
マレーシアのペラFAでプロとなり、2004年9月12日のPKNS FC戦で初出場を果たした。ピアラFAマレーシアの制覇に貢献したことで、2005シーズンも契約が延長された。
2006シーズンには17得点を挙げ、マレーシア・スーパーリーグで得点王となった。最優秀外国人選手賞にノミネートされた3人のうちの1人にもなったものの、受賞とはならなかった。
2007年にはインドネシアのプルシジャ・ジャカルタへ移籍するとの話であったが、ピッチ上でのパフォーマンスの問題から移籍とはならず、ペラFAにこの年も在籍、再び得点王に輝いた。
2007シーズンが終ると家庭の事情により退団、フランスのFCロリアンのトライアルに参加した。しかし、Sリーグに参加しているブルネイDPMM FCに加入した。
2009年1月にはアメリカ合衆国のポートランド・ティンバーズに加入。本人はストライカーとしての起用を好んだものの、2トップに対してのトップ下の役割でも活躍した。
その後、Iリーグに所属するサルガオカーFCにレンタル移籍。2010年4月にレンタル期間が終了しポートランドへ戻った。
しかし、ポートランドに復帰した後には定位置を掴むことが出来ず、10試合1得点の活躍に止まった。そのため9月1日には再びインドに赴きプネーFCに加入した。
プネーFCでは2010年12月3日のモフン・バガン・スーパー・ジャイアント戦で初出場を果たし、2011年1月30日のJCT FC戦でハットトリックを達成した。
プネーFCで2シーズン過ごしたのち、再びマレーシアに上陸し、ケランタンFAに加入。AFCカップ2012での4人目の外国人選手としての加入であったが、国際移籍証明書の問題によってAFCカップの出場は出来なかった。

## 代表歴
ギニアU-23代表では主将を務めた。
また、A代表としても36試合の出場を果たした。

## タイトル

### クラブ
ペラFA
- ピアラFAマレーシア: 2004

ポートランド・ティンバーズ
- ユナイテッド・サッカーリーグ・ファースト・ディヴィジョン・コミッショナーズ・カップ: 2009

### 個人
- マレーシア・スーパーリーグ得点王: 2006, 2007
- ユナイテッド・サッカーリーグ・ファースト・ディヴィジョン・オールリーグ・ファーストチーム: 2009